# Royaume de Sagaing
Cette page contient des caractères spéciaux ou non latins. S’ils s’affichent mal (▯, ?, etc.), consultez la page d’aide Unicode.
1315–1364
Entités précédentes :
- Royaume de Pinya

Entités suivantes :
- Royaume d'Ava

Le royaume de Sagaing (birman စစ်ကိုင်းခေတ်, zəɡáiɴ kʰɪʔ) est un État maître d'une partie de la Birmanie centrale de 1315 à 1364. Il était formé de la moitié occidentale de l'ancien royaume de Myinsaing, un des multiples petits États surgis après la chute du royaume de Pagan en 1287. Dirigé par des rois shans birmanisés, Sagaing affronta parfois son rival de l'autre côté de l'Irrawaddy pour le contrôle de la Birmanie centrale, le royaume de Pinya, mais resta le plus souvent sur la défensive du fait des fréquents raids shans contre son territoire. Les deux royaumes s'effondrèrent en 1364 après le sac de leurs deux capitales par les shans de Mogaung.
Le royaume d'Ava, fondé par un prince de Sagaing, Thadominbya, leur succéda à tous deux en 1364 et devint la puissance dominante en Birmanie centrale pour les 150 années suivantes.

## Histoire

### Origines
En 1312, Thihathu, souverain du royaume de Myinsaing, avait consolidé son pouvoir en Birmanie centrale et s'était fait couronner dans sa nouvelle capitale, Pinya. Trois ans plus tard, il nomma  prince héritier son fils adoptif Uzana I, un fils du roi de Pagan Kyawswa (qu'il avait détrôné et fait tuer en 1301) et de son épouse Mi Saw U (qu'il avait mise dans son propre harem en 1298, enceinte d'Uzana),. Son fils aîné Sawyun, âgé de 15 ans, accepte très mal cette décision : il quitta Pinya pour s'installer avec ses partisans à Sagaing, de l'autre côté de l'Irrawaddy, et s'empara de la partie occidentale du royaume. Bien qu'il restât formellement loyal à son père, après la mort de celui-ci en 1324 les deux États se séparèrent, la partie orientale étant désormais connue sous le nom de royaume de Pinya.

### Rivalité avec Pinya et raids Shans
Sawyun mourut en 1323, et le chef shan Tarabya I lui succéda. Les années suivantes, Sagaing et Pinya s'affrontèrent de manière sporadique, mais en vain. Les raids shans venus du nord représentaient une menace plus pressante. Ces raids, particulièrement ceux de la principauté de Mogaung, s'intensifièrent à la fin des années 1350. Au début des années 1360, le roi Minbyauk Thihapate, lui-même shan, nomma son beau-fils Thadominbya gouverneur de Tagaung, à la frontière Shan, pour essayer de contrôler le problème.

### Chute de Sagaing
En 1364, le saopha (prince) de Mogaung s'allia au roi de Pinya Narathu pour attaquer Sagaing. Les shans investirent Tagaung, dont Thadominbya s'échappa à grand peine. Minbyauk Thihapate le jeta en prison pour son échec, mais dut lui-même fuir sa capitale lorsque les forces de Mogaung la prirent d'assaut en avril de la même année. Après le retrait des shans (partis attaquer Pinya), les habitants de Sagaing se rallièrent à Thadominbya, qui fit exécuter son beau-père et fonda le royaume d'Ava, promis à un bel avenir.